# Striatoppia papillata
Striatoppia papillata är en kvalsterart som beskrevs av Balogh och Sandór Mahunka 1966. Striatoppia papillata ingår i släktet Striatoppia och familjen Oppiidae. Inga underarter finns listade i Catalogue of Life.